# مایوبریج
مایوبریج (به انگلیسی: Mayobridge) یک روستا در بریتانیا است. مایوبریج ۱٬۰۶۹ نفر جمعیت دارد.